# Zerge-hegy (Kis-Kárpátok)

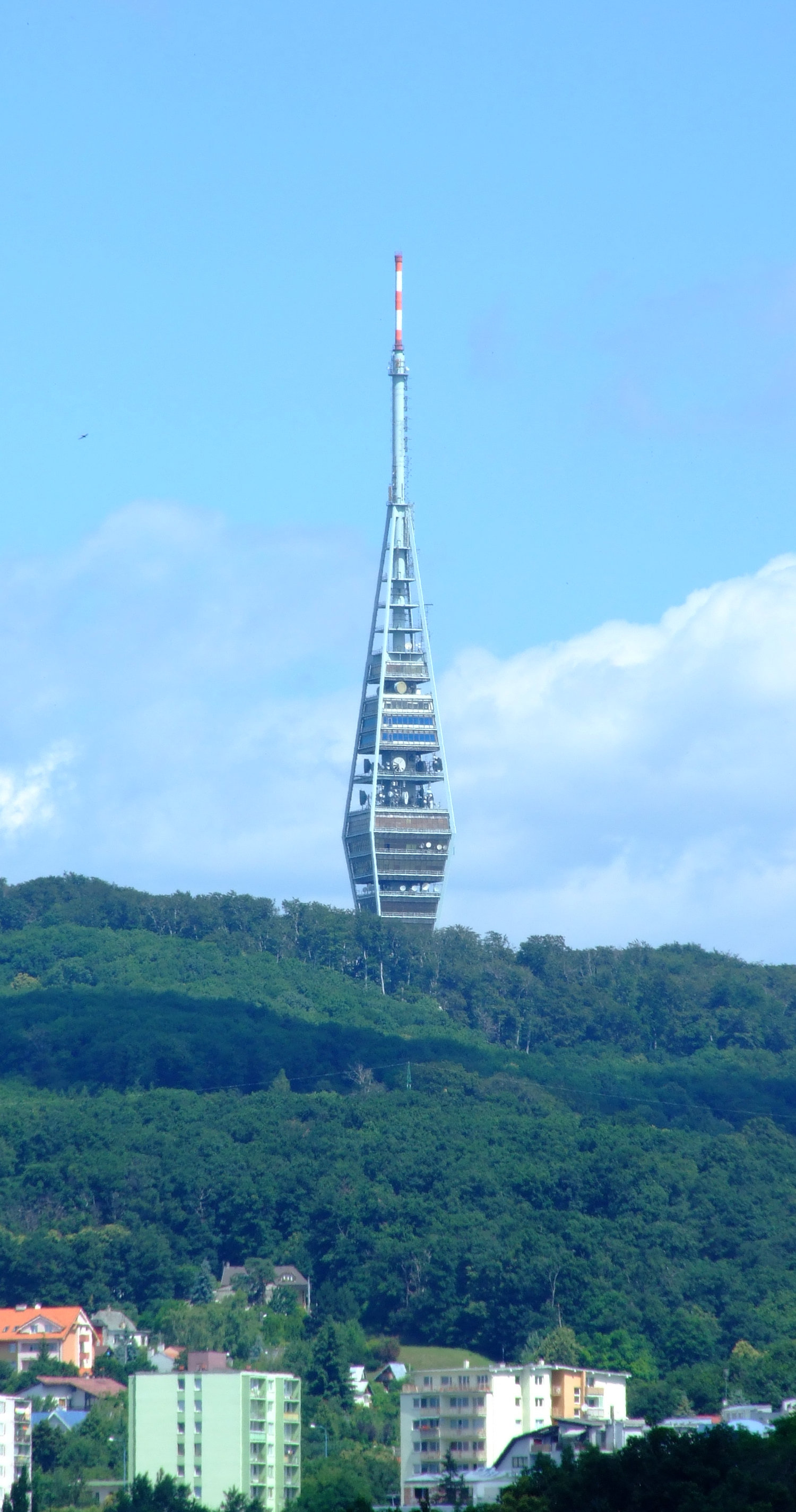
Zerge-hegyi adótorony

A Zerge-hegy (szlovákul Kamzík, németül Gemsenberg) a Kis-Kárpátok vonulatának délkeleti peremén, Pozsony területén fekvő magaslata. Legmagasabb pontja 439 m. Bükkerdő borítja. A hegytetőn 1975-ben 194 m magas TV tornyot emeltek, ez Pozsony legmagasabb építménye. A pozsonyiak kedvelt pihenőhelye. Zerge-hegy és Vaskutacska között megközelítőleg 1 km pályaszakaszú, 1972-ben épített libegő közlekedik.

## Nevezetességek
- A török seregek 1683-as kiűzésének emlékműve.
- A porosz–osztrák–olasz háború Zerge-hegyi csatájában elesett hősi halottak emlékműve. Felirata: „Az 1866 évi július 22. Zerge hegyen elesett harcosoknak a Pozsonyiak által emlékül”.